# Felix Werder
Felix Werder (geboren als Felix Bischofswerder 24. Februar 1922 in Berlin; gestorben 3. Mai 2012 in Melbourne) war ein aus Deutschland stammender australischer Komponist und Musikkritiker.

## Leben
Felix Bischofswerder erhielt ersten Musikunterricht bei seinem wahrscheinlich aus Lublin stammenden Vater, dem jüdischen Oberkantor Boas Bischofswerder, der dem Kreis um Arnold Schönberg angehörte. 1933 emigrierte die Familie nach London, wo Werder ein Architektur- und Kunstgeschichtsstudium aufnahm. 1940 wurde er als „feindlicher Ausländer“ interniert und mit seinem Vater nach Australien deportiert.
1946 erhielt er die australische Staatsbürgerschaft. Er arbeitete als Lehrer in der Erwachsenenbildung und war von 1960 bis 1977 als Musikkritiker für die Melbourner Tageszeitung The Age tätig. Mit dem von ihm gegründeten Kammermusikensemble „Australia Felix“ brachte er in Australien die Neue Musik Europas und in Europa Werke der australischen Avantgarde zur Aufführung. Als Komponist Autodidakt schuf Werder ein umfangreiches Œuvre aus Orchesterwerken, Kammermusik, Chorwerken, Opern, Balletten sowie elektronischer Musik.

## Opern
- Kisses for a Quid (1961)
- The General (1966)
- Agamemnon (1967)
- The Affair (1969)
- Private (1969)
- The Vicious Square (1971)
- The Conversion (1973)

## Auszeichnungen
- 1976 Order of Australia
- 1986 Don Banks Music Award
- 1988 Johann-Wenzel-Stamitz-Preis der Künstlergilde Esslingen
- 1991 Sir Zelman Cowen Medal
- 2002 Ehrendoktor der Universität Melbourne
- 2004 Classical Music Award – Long-Term Contribution to the Advancement of Australian Music